# Nego Tembeng
Azongha Tembeng Abenego, meglio noto come Nego Tembeng (Douala, 13 settembre 1991), è un calciatore camerunese, centrocampista del Barreirense.

## Caratteristiche tecniche
È un mediano.

## Carriera
Ha esordito in Primeira Liga l'8 dicembre 2018 disputando l'incontro perso 1-0 contro il Braga.